# Maria Elisabeth Geyser
Maria Elisabeth Geyser (*  6. November 1912 in Münster/Westfalen; † 26. Juni 2008) war eine deutsche Richterin.
In den Jahren 1935 und 1939 legte sie ihre beiden juristischen Staatsprüfungen in München, danach arbeitete sie bis 1945 in der Devisenüberwachung und Arbeitsverwaltung. Nach 1945 wurde sie zunächst Dezernentin beim Versorgungsamt München, 1955 erfolgte eine Abordnung an das Bundessozialgericht als wissenschaftliche Mitarbeiterin. 1959/60 erfolgte eine kurzzeitige Abordnung zum Bundesministerium für Arbeit und Sozialordnung.
1960 wurde sie Richterin am Landessozialgericht Nordrhein-Westfalen, 1965 wurde sie Richterin am Bundessozialgericht. Am 20. Mai 1977 wurde Geyser zur Vorsitzenden Richterin am Bundessozialgericht ernannt. Sie übernahm den für Arbeiterrentenversicherung zuständigen 4. Senat und leitete diesen bis zu ihrem Eintritt in den Ruhestand Ende Januar 1980. Ihren Lebensabend verbrachte Geyser in Wohnen am Schloss in der Menzingerstr.1 München. 
Sie war nach Maria Schwarz die zweite Frau, die die Positionen einer Richterin bzw. Vorsitzenden Richterin am Bundessozialgericht innehatte.
Geyser war Tochter des namhaften Philosophen Joseph Geyser und Enkelin des Malers und Kupferstechers Carl Leonhard Becker.